# Antym (Sziwaczew)
Antym, imię świeckie Nikoła Sziwaczew (ur. 21 listopada 1884 w Jenikioju, zm. 4 marca 1939 w Sofii) – bułgarski biskup prawosławny.

## Życiorys
Wykształcenie podstawowe uzyskał w Uzunköprü, następnie ukończył gimnazjum w Edirne i seminarium duchowne Patriarchatu Konstantynopolitańskiego w Konstantynopolu, uzyskując dyplom końcowy w 1908. Będąc jeszcze jego słuchaczem, 27 grudnia 1906, złożył wieczyste śluby mnisze, po czym został wyświęcony na hierodiakona.
W 1908 przyjął święcenia kapłańskie, po czym kontynuował naukę teologii na wydziale teologicznym Uniwersytetu w Czerniowcach. W 1912 uzyskał dyplom tegoż wydziału, dwa lata później obronił natomiast dysertację doktorską, poświęconą Awarom, na wydziale historyczno-filozoficznym. Wrócił do Bułgarii i rok pracował w charakterze wykładowcy w seminarium duchowym w Sofii, po czym otrzymał godność protosyngla metropolii strumickiej. Następnie służył w metropolii wraczańskiej jako główny kaznodzieja, odpowiedzialny nie tylko za wygłaszanie homilii w różnych cerkwiach eparchii, ale i za treść kazań głoszonych przez innych duchownych eparchialnych. W 1917 otrzymał godność archimandryty i został wykładowcą historii Bułgarii oraz języka niemieckiego w szkole wojskowej w Sofii, gdzie był także kapelanem. Od 1918 do 1922 i ponownie od 1928 do 1931 był protosynglem metropolii sofijskiej, proboszczem parafii katedralnej św. Aleksandra Newskiego w Sofii oraz cerkwi św. Szczepana w Stambule. Od 1926 do 1931 był także rektorem seminarium przy Monasterze Baczkowskim. 
Chirotonię biskupią przyjął 19 czerwca 1931. Został następnie biskupem trajanopolskim, wikariuszem metropolii sofijskiej oraz rektorem seminarium duchownego w Sofii. Funkcję tę pełnił przez pięć lat. Następnie przez rok był inspektorem Świętego Synodu Egzarchatu Bułgarskiego oraz redaktora pism wydawanych przez Cerkiew Bułgarską. Autor szeregu tekstów poświęconych historii Cerkwi bułgarskiej.
W 1937 mianowany metropolitą łoweckim, sprawował urząd przez dwa lata, do śmierci. Został pochowany w Łoweczu.